# Willy Doorn-van der Houwen
W.C. (Willy) Doorn-van der Houwen (13 augustus 1950) is een Nederlands politicus van het CDA.
In 1990 werd ze voorzitter van de deelgemeenteraad van Hoek van Holland. Begin 1996 verliet ze die Rotterdamse deelgemeente om burgemeester te worden van Amerongen. Ruim zeven jaar later volgde haar benoeming tot burgemeester van de Noord-Brabantse gemeente Landerd. In juli 2012 maakte zij bekend in het voorjaar van 2013 te zullen aftreden als burgemeester van Landerd, omdat zij op zoek was naar een nieuwe uitdaging. In april 2013 volgde Marnix Bakermans haar op.